# Stadttheater in der Glockengasse

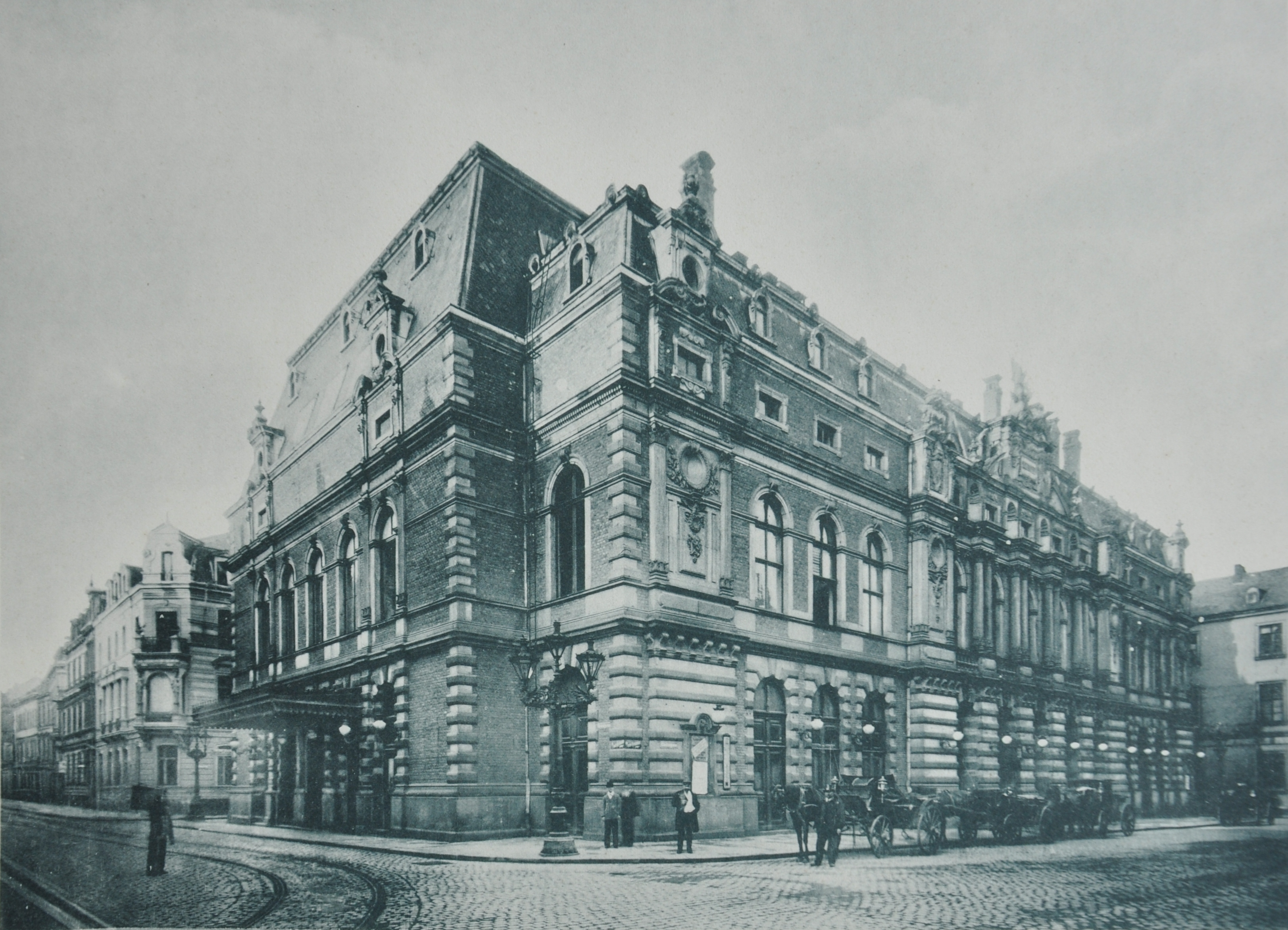
Stadttheater, 1896

Das Stadttheater in der Glockengasse in Köln wurde 1872 erbaut und 1943 im Zweiten Weltkrieg zerstört.

## Geschichte

### Vorgängerbauten
Das erste feststehende Kölner Schauspielhaus ließ 1782 der Bürgerhauptmann Franz Kaspar Rhodius durch den Stadtbaumeister Dechen in der Schmierstraße – die heutige Komödienstraße – erbauen. 1828 wurde das marode gewordene Gebäude abgerissen, und ein Jahr später erfolgte bereits die erste Vorstellung im Nachfolgebau. 1859 brannte das Theater ab, wurde erneut aufgebaut, um dann 1869 durch einen verheerenden Brand, bei dem die gesamte dort wohnende Familie des Theaterkassierers Backhaus umkam, wieder zerstört zu werden.

### Das Stadttheater in der Glockengasse

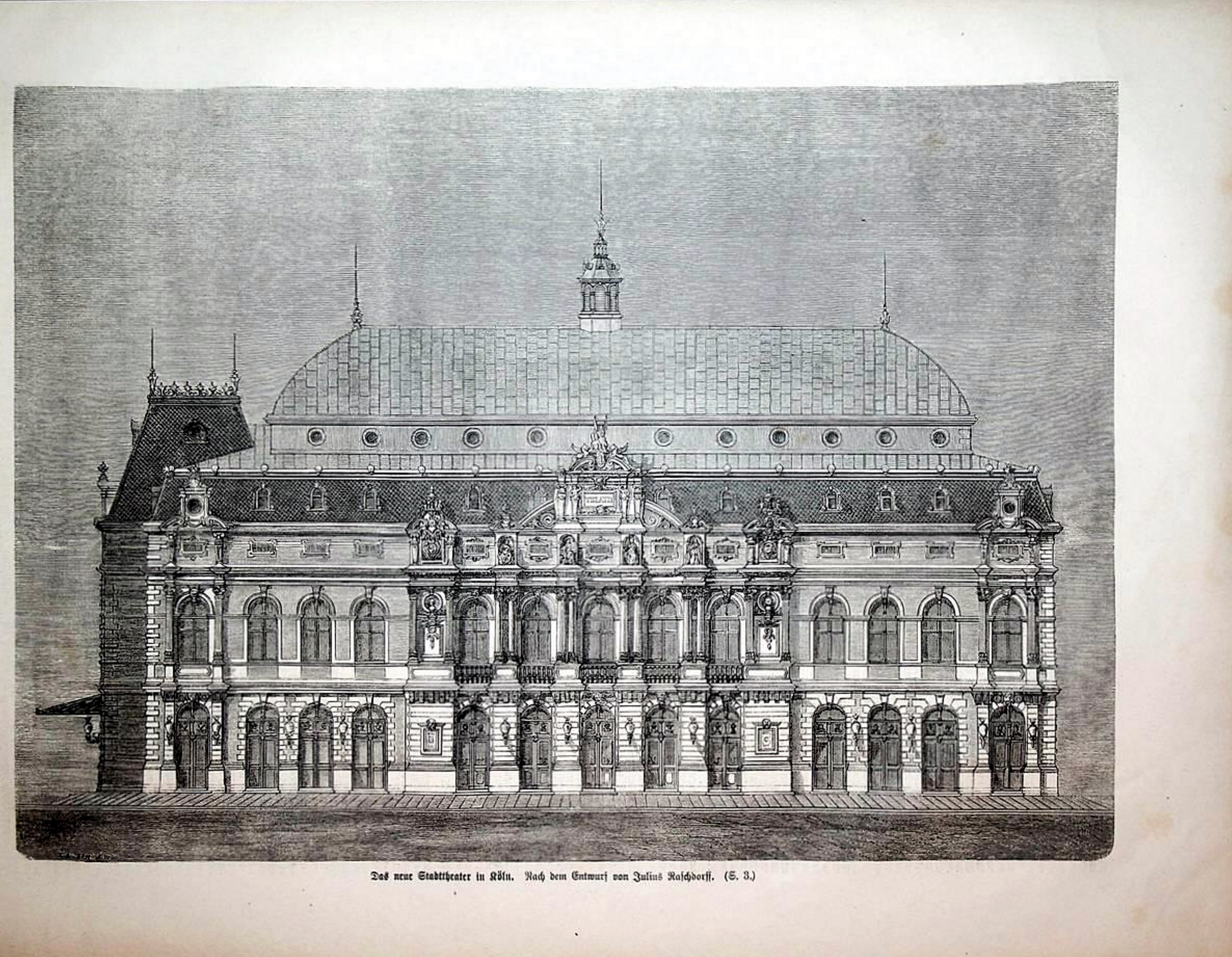
Ansicht des neuen Kölner Stadttheaters (1872)

Nach einem Wettbewerb im Jahre 1869, bei dem auch der Kölner Architekt Hermann Otto Pflaume teilnahm, wurde ab 1870 nach Plänen des Stadtbaumeisters Julius Carl Raschdorff in der Glockengasse ein Neubau im Stil der Neurenaissance errichtet. Die feierliche Eröffnung fand am 1. September 1872 statt. Das neue Haus entsprach dem „Typ des edukativen Stadttheaters, eines Mehrzweckbaus für Oper, Operette, Ballett und Schauspiel“.
1898 beschloss der Rat der Stadt den Neubau eines weiteren Schauspielhauses am Habsburger Ring, den ausgeschriebenen Wettbewerb gewann der Berliner Architekt Carl Moritz. Nach seinem Entwurf entstand ein Gebäude mit Restaurant und Gartenterrasse im Neobarock- oder Wilhelminischen Stil. Das Gebäude wurde 1902 fertiggestellt. Die Stadt Köln hatte nun zwei große Bühnen, die zuerst als „Vereinigte Stadttheater“, ab der Spielzeit 1906/07 als Opernhaus und Schauspielhaus firmierten, aber gemeinsam geführt wurden. Die Direktion beider Häuser übernahm Julius Hofmann (1840–1910). Im neuen Theater wurden vor allem Opern und Dramen inszeniert, im Stadttheater in der Glockengasse Schauspiele und Operetten aufgeführt. Das Gebäude in der Glockengasse wurde in den Jahren 1872 bis 1906 als Stadttheater, später als Schauspielhaus genutzt. Bei der Bombardierung Kölns im Zweiten Weltkrieg wurde es am 29. Juni 1943 zerstört.